# Municipio de Tacoma
El municipio de Tacoma (en inglés: Tacoma Township) es un municipio ubicado en el condado de Bottineau en el estado estadounidense de Dakota del Norte. En el año 2010 tenía una población de 61 habitantes y una densidad poblacional de 0,56 personas por km².

## Geografía
El municipio de Tacoma se encuentra ubicado en las coordenadas 48°40′8″N 100°51′9″O / 48.66889, -100.85250. Según la Oficina del Censo de los Estados Unidos, el municipio tiene una superficie total de 108.85 km², de la cual 102,01 km² corresponden a tierra firme y (6,29 %) 6,85 km² es agua.

## Demografía
Según el censo de 2010, había 61 personas residiendo en el municipio de Tacoma. La densidad de población era de 0,56 hab./km². De los 61 habitantes, el municipio de Tacoma estaba compuesto por el 96,72 % blancos, el 1,64 % eran afroamericanos y el 1,64 % eran de una mezcla de razas. Del total de la población el 0 % eran hispanos o latinos de cualquier raza.